# Convento de Santa María Magdalena (Madrid)
El convento de Santa María Magdalena fue un monasterio de religiosas agustinas de la Magdalena en Madrid. Se encontraba localizada en medio del arrabal de la Santa Cruz en la calle de Atocha, justo enfrente a la iglesia de San Sebastián (en el número 30 de la calle Atocha). Se fundó en el año 1560, sobre las ruinas de la antigua ermita de Santa María Magdalena. Fue diseñado por el arquitecto renacentista Rodrigo Gil de Hontañón y derribado en 1836.

## Historia
Perteneciente a la orden de San Agustín fue construido en 1579, sobre las ruinas de la ermita de la Magdalena, entre olivares y cañizares. El templo tenía fachada principal a la calle de Atocha y en la parte trasera había un huerto que daba a la calle de la Magdalena. Las paredes de yeso de la iglesia fueron decoradas por Jerónimo del Corral. El edificio fue derribado en 1836 y sus monjas fueron trasladadas al convento de la Concepción Jerónima.